# 苏伊士环境集团
苏伊士集团（Suez）是世界第二大的环境集团，总部位于法国巴黎拉德芳斯。

2021年12月，欧盟委员会正式批准威立雅環境（Veolia）收购蘇伊士環境集團（Suez）。

## 历史
1858年，法国实业家斐迪南·德·雷赛布创立了苏伊士运河公司以便在财务上支持苏伊士运河的修凿。

在此之后，三家相继成立的公司：里昂水务照明公司、汽车交通工业公司以及德格雷蒙饮用水公司（Degrémont）为集团主要业务奠定了基础。

1971年，里昂水务公司收购了其后两家公司的股份。同年，苏伊士财务公司成为里昂水务公司的最大股东。

1997年，苏伊士财务公司与里昂水务公司合并，成立了苏伊士里昂水务公司。
2008年，苏伊士集团与法国燃气公司合并成为苏伊士环境集团于2008年上市。
2017年3月10日苏伊士环境集团和加拿大魁北克储蓄投资集团成立以7：3的合資公司以32億歐元現金收購通用電氣旗下的GE水處理及工藝過程處理公司100%股權。